# Кочубей, Александр Алексеевич
Александр Алексеевич Кочубей (род. 14 апреля 1958) — советский футболист и российский футбольный тренер.

## Карьера

### Клубная
Выступал за клубы: «Спартак» (Нальчик), «Цемент» (Новороссийск), «Спартак» (Анапа). За новороссийский клуб провёл 156 игр, забил 16 голов.

### Тренерская
Был главным тренером «Черноморец-дубль» Новороссийск с декабря 2008 года по январь 2010 года. Работал тренером: «Спартака-УГП» (Анапа) 1999—2007 гг. Главным тренером: «Стройиндустрия» (Новороссийск) 2008 г. Окончил высшую школу тренеров.

## Личная жизнь
Сын Кирилл Кочубей — футболист.